# Chaetodon falcula
Chaetodon falcula es un pez marino, de la familia de los Chaetodontidae.
Es una especie común y ampliamente distribuida por el Indo-Pacífico.

## Morfología
Posee la morfología típica de su familia, cuerpo ovalado y comprimido lateralmente. El perfil dorsal es claramente cóncavo.  
La coloración del cuerpo es blanca, con una serie de líneas estrechas verticales, de color gris. Las aletas dorsal, anales y caudal, están coloreadas en amarillo brillante y naranja. Sobre los ojos tiene una línea negra vertical que le atraviesa la cabeza, y en la aleta dorsal tiene dos manchas negras características. También presenta una línea negra vertical en la base de la aleta caudal.
Tiene entre 12 y 13 espinas dorsales, entre 23 y 25 radios blandos dorsales, 3 espinas anales y entre 20 o 21 radios blandos anales.
Alcanza los 20 cm de largo.

## Hábitat y comportamiento
Suele verse en los extremos exteriores de arrecifes coralinos, en zonas propensas a corrientes y en lagunas. Los juveniles se resguardan en corales. Normalmente se ven en parejas o pequeños grupos de hasta 20 individuos.
Su rango de profundidad está entre 1 y 15 metros.

## Distribución geográfica
Se distribuye en aguas tropicales del océano Índico y del Pacífico, desde la costa este africana, hasta Java. Es especie nativa de Birmania; Chagos; Comoros; India; Indonesia; Kenia; Madagascar; Malasia; Maldivas; Mauricio; Mayotte; Mozambique; Seychelles; Sudáfrica; Sri Lanka; Tailandia y Tanzania.

## Alimentación
No se dispone de mucha información contrastada sobre su alimentación. Se alimenta mayoritariamente de pequeños invertebrados, y de corales, tanto blandos como duros.

## Reproducción
Son dioicos, o de sexos separados, ovíparos, y de fertilización externa. El desove sucede antes del anochecer. Tanto machos como hembras, se aparean en cardúmenes con diferentes parejas en la misma noche. Forman parejas durante el ciclo reproductivo, pero no protegen sus huevos y crías después del desove.

## Galería

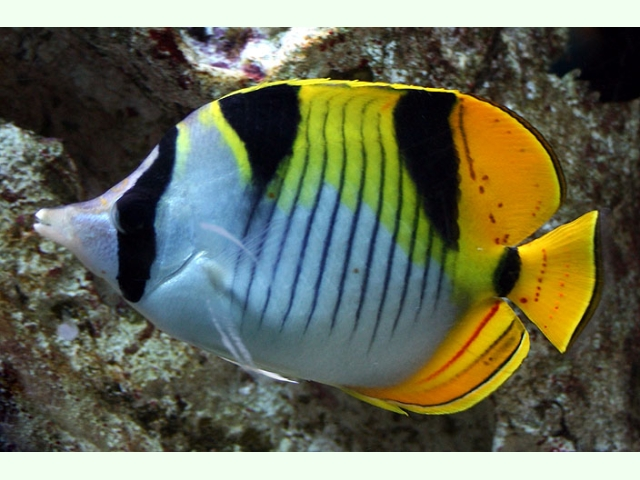
Ejemplar en el Zoo de Madrid
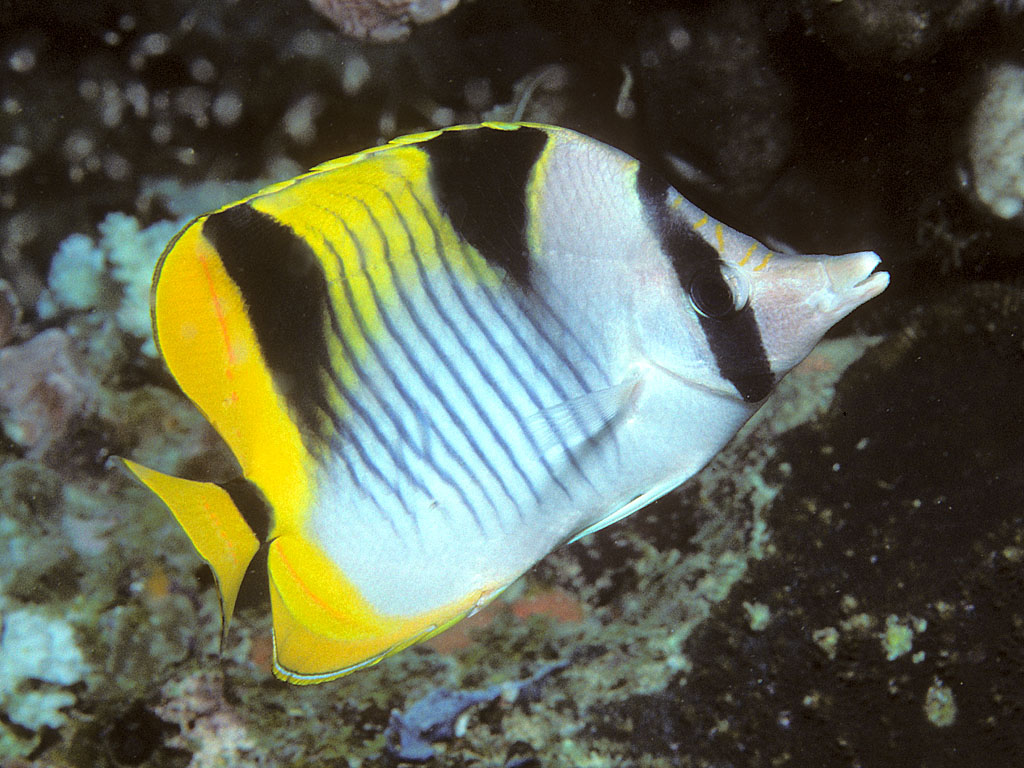
En isla Pemba, Tanzania
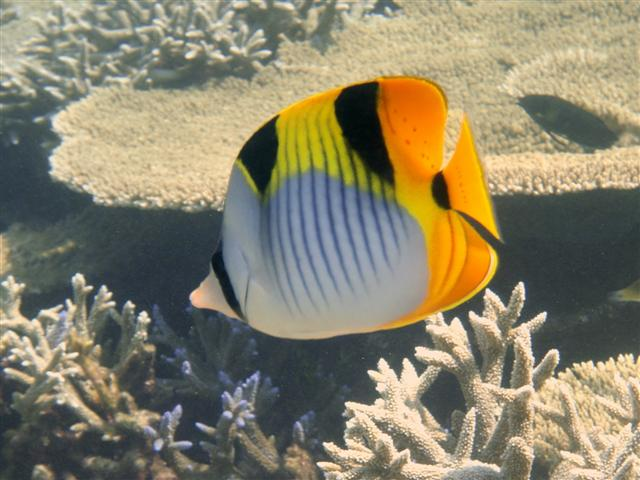
Entre colonias de Acropora en Maldivas
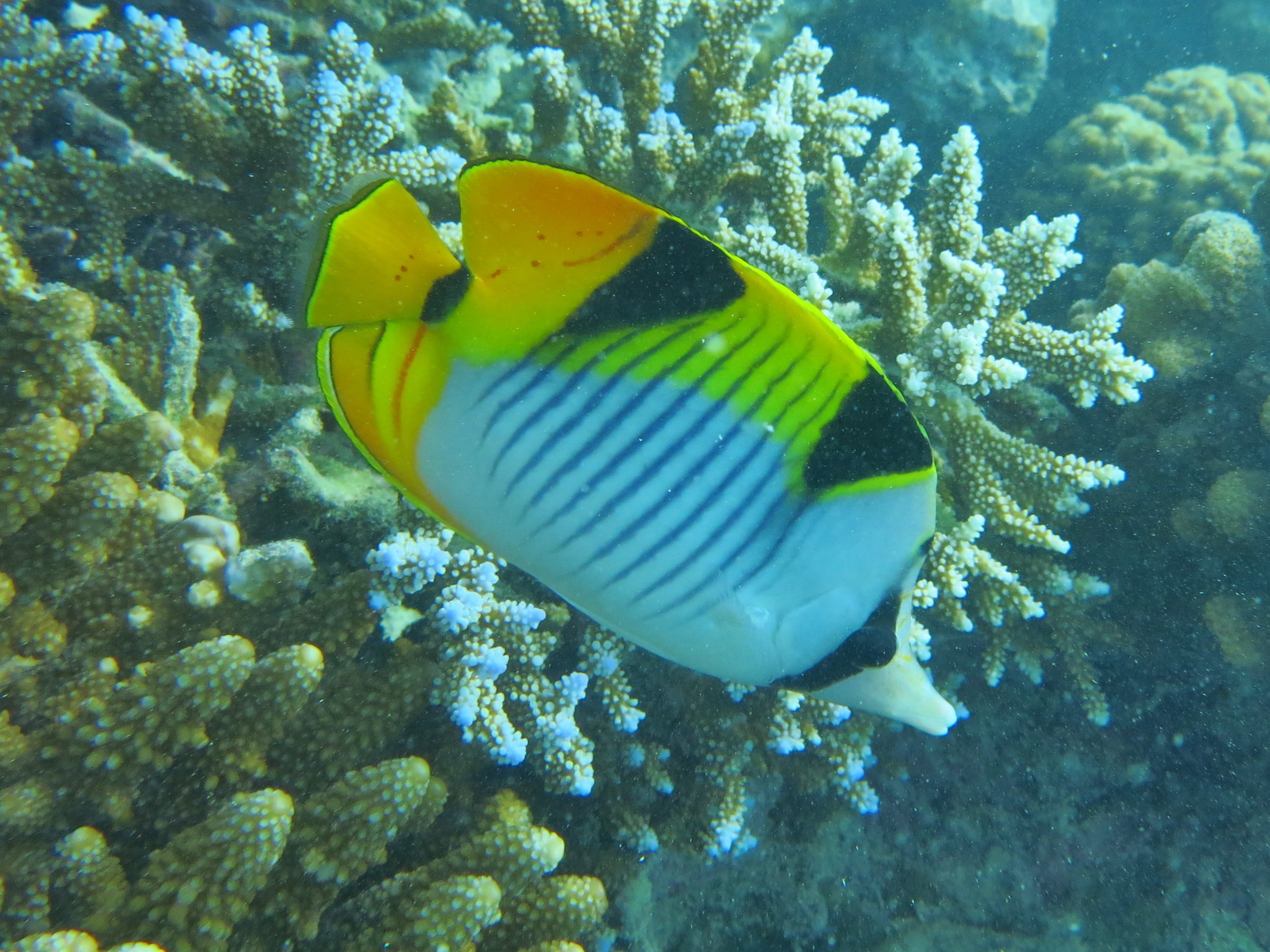
En el atolón Baa
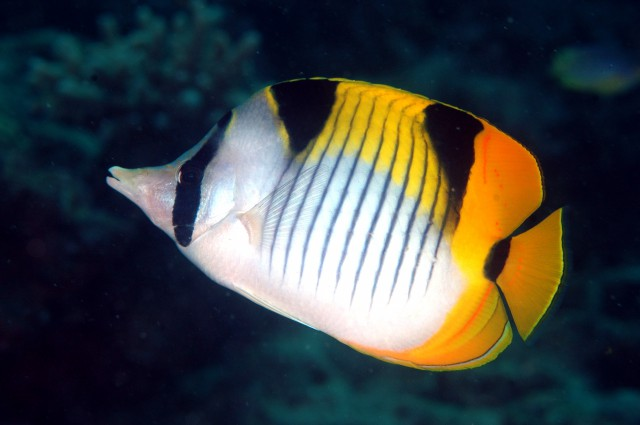
Ejemplar en Tailandia